# روكي ساينز بينيا
روكي ساينز بينيا (بالإسبانية: Roque Sáenz Peña Del Sagrado Corazón de Jesús)‏ (و. 1851 – 1914 م) هو محام، ودبلوماسي، وسياسي، وعسكري محترف من الأرجنتين ولد في بوينس آيرس.

## التعليم
تعلم في جامعة بوينس آيرس.

## روابط خارجية
- روكي ساينز بينيا على موقع الموسوعة البريطانية (الإنجليزية)